# Agullana (kommunhuvudort)
Agullana är en kommunhuvudort i Spanien.   Den ligger i provinsen Província de Girona och regionen Katalonien, i den östra delen av landet, 600 km öster om huvudstaden Madrid. Agullana ligger 163 meter över havet och antalet invånare är 769.
Terrängen runt Agullana är varierad.Runt Agullana är det glesbefolkat, med 16 invånare per kvadratkilometer. Närmaste större samhälle är Figueres, 17,0 km sydost om Agullana. I omgivningarna runt Agullana växer i huvudsak blandskog.